# شهرداری بالدون
شهرداری بالدون (به لاتین: Baldone Municipality) یک شهرداری در کشور لتونی است. شهرداری بالدون ۵٬۵۰۲ نفر جمعیت دارد.

## خواهرخوانده
بخش لیروم خواهرخواندهٔ شهرداری بالدون هست.